# راشد بن عبد الله آل خليفة
الشيخ راشد بن عبدالله بن أحمد آل خليفة (مواليد 1954) عسكري بحريني برتبة فريق أول ركن ، وزير الداخلية منذ 22 مايو 2004. 

## السيرة الذاتية
حصل على الماجستير في العلوم العسكرية من كلية القيادة والأركان بالمملكة الأردنية الهاشمية.
في سنة 1982 عُين قائداً للدروع الملكية بقوة دفاع البحرين.
وفي سنة 1996 عُين مساعداً لرئيس هيئة الأركان للعمليات بقوة دفاع البحرين.
وفي 1 أكتوبر 2001 صدر أمر أميري بترقيته من رتبة عميد ركن إلى رتبة لواء ركن بالإضافة إلى تعيينه رئيساً لهيئة الأركان بقوة دفاع البحرين. 
وفي 22 مايو 2004 صدر مرسوماً بتعينه وزيراً للداخلية. 
وفي 22 مايو 2004 صدر أمر ملكي بترقيته من رتبة لواء ركن إلى فريق ركن. 
وفي 31 ديسمبر 2018 صدر أمر ملكي بترقيته من رتبة فريق ركن إلى رتبة فريق أول ركن. 

## الأبناء
- متزوج ولديه ثلاثة أولاد وبنت.[6]

- سعادة السفير الشيخ عبدالله بن راشد بن عبدالله آل خليفة. سفير مملكة البحرين لدى الولايات المتحدة الأمريكية في واشنطن.[7]